# Skarnsundbrua

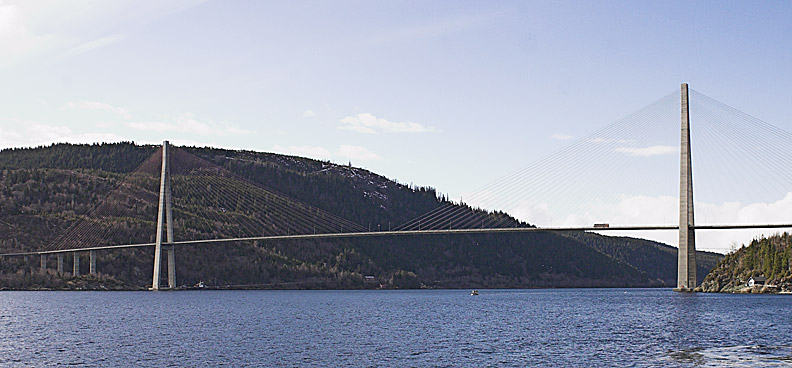
Pohled na most

Skarnsundbrua je zavěšený silniční most překonávající úžinu Skarnsundet mezi vesnicemi Kjerringvik a Vangshylla v norském kraji Trøndelag nedaleko města Steinkjer. Je součástí cesty Fylkesvei 755 a je jediným přemostěním fjordu Trondheimsfjord.

## Historie a parametry
První dopravní spojení Kjerringviku a Vangshylly bylo uskutečněno trajektem, který existoval na místě dnešního mostu od roku 1958. Počátkem 70. let byl trajekt nevyhovující a proto bylo v roce 1972 navržena výstavba nového mostu. V roce 1983 byla založena společnost AS Skarnsundbrua, která měla zajistit financování výstavby. Norská vláda rozhodla o výstavbě mostu v roce 1986 a o dva roky později byla zahájeny stavební práce. Dokončen byla v roce 1991 a celkově stál 200 milionů. NOK. 19. prosince 1991 přeplaval úžinou poslední trajekt s norským králem Haraldem V. na palubě, který v ten den otevřel i nový most.
Hlavní pole s délkou rozpětí 530 m se po dokončení stalo nejdelším svého druhu na světě, čímž o 40 m překonalo hlavní rozpětí japonského mostu Ikučibaši. Celková délka zavěšeného mostu je 1010 m, šířka mostovky je 13 m. Pylony byly po dokončení s výškou 152 m nejvyššími v zemi (v současnosti třetí – po mostech Hardangerbrua a Grenlandsbrua). Výškový rozdíl mezi hladinou úžiny a mostovkou je 45 m.
V roce 1992 získal most ocenění Betongtavlen. 17. dubna 2008 byl prohlášen za norské kulturní dědictví.
Ode dne následujícího po otevření do 24. května 2007 bylo na mostě vybíráno mýtné.